# 710-es főút (Magyarország)
A 710-es számú főút a Balaton keleti és északi partján végighaladó 71-es utat tehermentesítő út. Hossza eredetileg 14,3 km volt, majd újabb 2,2 km-es szakasszal 2019-ben az M7-es autópályáig hosszabbították meg.

## Fekvése
A M7-es autópálya elágazásaként ered Balatonfőkajár határában. A Balaton-parti településeket, Balatonakarattyát, Balatonkenesét és Balatonfűzfőt északról kerüli meg. Balatonfűzfő után 72-es útba torkollva ér véget.

## Története
Építését régóta tervezték, részben a 71-es út településeinek a forgalmát korlátozandó, részben a 71-es úton közlekedők menetidejének megrövidítésére. A településeket elkerülő szakasz 17 km-es lett és 2008-ban nem épült meg az M7-es autópálya csomópontja. Az építést 2007 augusztusi befejezéssel tervezték, de az út nem készült el időre. Noha az út 2007. december 17-ére elkészült, hiányosságai miatt átadására csak 2008. május 16-án került sor. Az út a tervek szerint a majdani M8-as autópálya Dunaújváros–Veszprém közötti szakaszának része lesz.
2016 októberében bejelentették, hogy a hiányzó Balatonakarattya és M7-es autópálya közötti 0,7 km-es szakaszt megépítik előreláthatólag 2018. év végére.
Egyelőre csak 2x1 sávon, illetve építenek egy körforgalmat is a 710-es főút 7205-ös út kereszteződésénél, amely alsóbbrendű út Balatonakarattyát köti össze Polgárdival. Ezen felül az M7-es autópálya leendő M8-as autópálya csomópontját is elkészítik. 2018. február 13-án megkezdődött és  2019. november 29-én átadásra került a jelenlegi 710-es főút, távlati M8 autópálya és M7 csomópont kialakítása, a két út összekötése. 2,2 kilométernyi új útszakasz épült a 710-esen 14,75 méteres koronaszélességgel, egy különszintű csomópont az M7-es felett, egy körforgalom a 7205 jelű összekötő úton és egy kerékpáros felüljáró is. A csomópont nem lett teljes, ugyanis csak a Budapest felől az M7-es autópályán érkezők tudnak ráhajtani a 710-es útra, illetve csak Budapest irányba lehet az említett útról az autópályára ráhajtani. Siófok felé nem lehet lehajtani és a Siófok felől érkezők szintén nem tudnak ráhajtani az útra.